# فيشتاخ
فيشتاخ (بالألمانية: Viechtach) هي بلدة ألمانية تقع في ريغن في ألمانيا.